# Rickey Gates
Pour les articles homonymes, voir Gates.
Rickey Gates, né en mai 1981 à Aspen, est un coureur de fond américain spécialisé en course en montagne et en trail. Il a remporté la médaille d'argent aux championnats NACAC de course en montagne 2005 et la médaille de bronze au Challenge mondial de course en montagne longue distance 2010.

## Biographie
Il grandit dans sa ville natale d'Aspen et s'essaye à différents sports. N'étant ni doué en baseball, ni en football, il s'essaie ensuite à l'athlétisme où il démontre de bonnes aptitudes. Préférant courir dans la nature, il se spécialise en cross-country durant ses études à l'université du Colorado. Il court sa première course de montagne, l'Imogene Pass Run, en 2005 qu'il remporte. Il est alors repéré par Buzz Burrell qui l'incite à se qualifier pour rejoindre l'équipe des États-Unis de course en montagne. Rickey se qualifie avec succès et participe au Trophée mondial de course en montagne 2006 à Bursa où il se classe 25e. Il découvre alors la diversité de cette discipline en Europe et décide d'y revenir à plusieurs reprises pour découvrir les nombreuses courses alpines.
En 2007, il remporte à une semaine d'intervalle les titres nationaux de champion de course en montagne, puis de champion de trail 10K.
En 2008, il effectue son premier été de courses en montagne en Europe. Il prend part à la course de montagne du Grossglockner où il termine cinquième et fait la connaissance du Britannique Martin Cox. Il remporte sa première victoire européenne le 27 juillet en signant le troisième meilleur temps de la course de montagne du Grintovec. Le 14 septembre, il termine douzième du Trophée mondial de course en montagne à Crans-Montana et mène l'équipe américaine sur la troisième marche du podium.
Le 28 juin 2009, il termine quatrième de la course de côte de Cranmore, comptant à la fois comme championnats des États-Unis et NACAC de course en montagne. Zac Freundenburg et Matt Byrne n'étant pas engagés dans le championnat NACAC, il y décroche la médaille d'argent et l'or par équipes.
Le 21 août 2010, il prend le départ de l'ascension de Pikes Peak comptant comme Challenge mondial de course en montagne longue distance. Gêné par ses shorts trop serrés, il demande de l'aide aux bénévoles pour y découper des ouvertures. Il poursuit la course sur un bon rythme et termine sur la troisième marche du podium. Il y décroche également l'or par équipes.
Le 29 juillet 2011, il court son premier ultra-trail, la Canadian Death Race de 125 km. Il gagne en améliorant le record du parcours de 32 minutes.
Le 28 août 2012, il termine deuxième du Speedgoat 50K derrière Kílian Jornet. Ce dernier ayant pris des raccourcis, il perd la prime de victoire qui revient à Rickey. Le record du parcours lui est également attribué avec son temps de 5 h 18 min 27 s. Kílian n'est cependant pas disqualifié car le règlement ne spécifie rien à ce sujet,.
En avril 2014, Scott Jurek et lui se rendent en Grand-Bretagne afin de tenter le challenge du Bob Graham Round. Aidés par Martin Cox dans leur première étape, Scott et Rickey parviennent à terminer leur défi en 23 h 48, devenant ainsi les premiers athlètes américains à terminer cette course.
En 2017, il décide de parcourir les États-Unis en courant pour y traverser des endroits qu'il n'avait jamais visité. Pendant cinq mois, il parcourt près de 6 000 km depuis la Caroline du Sud jusqu'à San Francisco, nommant son voyage « Transamericana ». Sa compagne et la Néo-Zélandaise Anna Frost l'accompagnent lors des derniers kilomètres,. Il raconte son voyage dans son livre Cross Country, puis porte son aventure à l'écran dans le film TransAmericana,.
En 2018, se lance dans son projet « Every Single Street ». Du 1er novembre au 17 décembre, il parcourt toutes les rues de San Francisco en courant et parcourt près de 2 000 km. Il poursuit son projet en 2019 à Mexico.

## Palmarès

### Course en montagne
| no  | masculin           | Course                                                  | Longueur | Départ            | Temps           |
| --- | ------------------ | ------------------------------------------------------- | -------- | ----------------- | --------------- |
| 1re | Médaille d'or      | Imogene Pass Run                                        | 27,5 km  | 10 septembre 2005 | 2 h 22 min 0 s  |
| 1re | Médaille d'or      | Championnats des États-Unis de course en montagne       | 13,8 km  | 24 juin 2007      | 1 h 2 min 48 s  |
| 3e  | Médaille de bronze | Course du Mont Washington                               | 12,23 km | 21 juin 2008      | 1 h 1 min 12 s  |
| 1re | Médaille d'or      | Course de montagne du Grintovec                         | 9,6 km   | 27 juillet 2008   | 1 h 19 min 7 s  |
| 3e  | Médaille de bronze | Course de Schlickeralm                                  | 11,2 km  | 3 août 2008       | 1 h 0 min 14 s  |
| 1re | Médaille d'or      | Course du Mont Washington                               | 12,23 km | 20 juin 2009      | 59 min 58 s     |
| 4e  | Médaille d'argent  | Championnats NACAC de course en montagne                | 11 km    | 28 juin 2009      | 50 min 4 s      |
| 1re | Médaille d'or      | Course de Schlickeralm                                  | 11,2 km  | 11 juillet 2009   | 1 h 1 min 57 s  |
| 3e  | Médaille de bronze | Course de montagne du Grintovec                         | 9,6 km   | 26 juillet 2009   | 1 h 22 min 27 s |
| 3e  | Médaille de bronze | Harakiri-Run                                            | 10,4 km  | 2 août 2009       | 55 min 42 s     |
| 4e  | 4e                 | Sierre-Zinal                                            | 31 km    | 9 août 2009       | 2 h 38 min 52 s |
| 2e  | Médaille d'argent  | Course de montagne du Barr Trail                        | 20,3 km  | 28 juillet 2010   | 1 h 35 min 39 s |
| 3e  | Médaille de bronze | Challenge mondial de course en montagne longue distance | 21,4 km  | 21 août 2010      | 2 h 16 min 44 s |
| 1re | Médaille d'or      | Course du Mont Washington                               | 12,23 km | 18 juin 2011      | 1 h 1 min 32 s  |
| 2e  | Médaille d'argent  | Ascension de Pikes Peak                                 | 21,4 km  | 18 août 2012      | 2 h 15 min 42 s |
| 2e  | Médaille d'argent  | Course du Mont Marathon                                 | 5,6 km   | 4 juillet 2013    | 43 min 4 s      |
| 4e  | 4e                 | Giir di Mont                                            | 32 km    | 28 juillet 2013   | 3 h 23 min 56 s |
| 1re | Médaille d'or      | La Luz Trail Run                                        | 14,5 km  | 3 août 2014       | 1 h 21 min 32 s |
| 2e  | Médaille d'argent  | Lone Peak Vertical Kilometer                            | 5 km     | 12 septembre 2014 | 46 min 26 s     |
| 2e  | Médaille d'argent  | Course du Mont Marathon                                 | 5,6 km   | 4 juillet 2015    | 42 min 56 s     |
| 3e  | Médaille de bronze | Marathon de Pikes Peak                                  | 42,2 km  | 16 août 2015      | 3 h 55 min 31 s |

### Trail
| no  | masculin          | Course                                   | Longueur | Départ            | Temps            |
| --- | ----------------- | ---------------------------------------- | -------- | ----------------- | ---------------- |
| 1re | Médaille d'or     | Championnats des États-Unis de trail 10K | 12 km    | 30 juin 2007      | 51 min 42 s      |
| 1re | Médaille d'or     | South Pole Marathon                      | 42,2 km  | 25 décembre 2010  | 4 h 2 min 15 s   |
| 1re | Médaille d'or     | Canadian Death Race                      | 125 km   | 29 juillet 2011   | 12 h 15 min 54 s |
| 2e  | Médaille d'argent | Speedgoat 50K                            | 50 km    | 28 août 2012      | 5 h 18 min 27 s  |
| 1re | Médaille d'or     | Mt. Tam Trail Run                        | 50 km    | 16 novembre 2013  | 3 h 49 min 21 s  |
| 1re | Médaille d'or     | Woodside Ramble 50K                      | 50 km    | 15 décembre 2013  | 4 h 1 min 52 s   |
| 4e  | 4e                | Speedgoat 50K                            | 50 km    | 19 juillet 2014   | 5 h 46 min 36 s  |
| 6e  | 6e                | The Rut 50K                              | 50 km    | 13 septembre 2014 | 5 h 50 min 46 s  |
| 4e  | 4e                | Aspen Backcountry Marathon               | 42,2 km  | 13 août 2016      | 3 h 37 min 18 s  |

## Ouvrages
- (en) Rickey Gates, Cross Country: A 3700-Mile Run to Explore Unseen America, Chronicle Books, 14 avril 2020  (ISBN 978-1-4521-8088-5)

### Filmographie
- TransAmericana, film documentaire réalisé en 2020 par Dean Leslie